# Публий Корнелий Сулла Руф Сивилла
Пу́блий Корне́лий Су́лла (лат. Publius Cornelius Sulla Rufus Sivilla; умер после 211 года до н. э.) — римский политический деятель из патрицианского рода Корнелиев, претор 212 года до н. э. Прадед диктатора Луция Корнелия Суллы.
Вероятно, Сулла был сыном фламина Юпитера Корнелия Суллы. Он входил в коллегию децемвиров священнодействий в 215—211 годах до н. э. В 212 году до н. э. Сулла одновременно совмещал должности городского претора и претора по делам иноземцев. В отсутствие консулов он руководил делами в городе. Известно, что Сулла исследовал предсказания прорицателя Марция и в соответствии с этими предсказаниями и книгами Сивиллы провел первые игры в честь Аполлона по поручению сената.